# Biserica „Sfinții Arhangheli Mihail și Gavriil” din Bulboaca
Biserica „Sf. Arhangheli Mihail și Gavriil” este o biserică amplasată în Bulboaca, raionul Anenii Noi, Republica Moldova. Este un monument arhitectural de importanță națională inclus în Registrul monumentelor Republicii Moldova ocrotite de stat cu nr. 26 (raionul Anenii Noi). Datează din 1868.